# Codeberg
Codeberg ist eine öffentliche Softwareentwicklungsplattform auf der Grundlage von Forgejo, die von der gemeinnützigen Organisation Codeberg e.V. betrieben wird. Zusätzlich zu den Grunddiensten eines Repositoriums und Bugtrackers, die von Forgejo bereitgestellt werden, hat Codeberg mit der Zeit weitere Dienste wie Codeberg Pages (Hosting statischer Websites für Projekte auf Codeberg), einen Weblate-Übersetzungsserver und einen CI/CD-Dienst über Woodpecker CI eingeführt.
Im April 2025 hatte Codeberg über 220.000 Open-Source-Projekte, die von über 150.000 Benutzern verwaltet werden.

## Betreiberverein
Der Betreiber von Codeberg ist der nicht gewinnorientierte, spendenfinanzierte eingetragene Verein Codeberg e.V. Der Vereinszweck besteht in der Bereitstellung von Diensten für Entwicklung und Distribution freier und quelloffener Software (FOSS). Der Verein wählte die Europäische Union für ihren Sitz und ihre technische Infrastruktur aufgrund von Bedenken der Mitglieder, dass ein Repositorium in den USA durch Urheberrechtsansprüche im Rahmen des Digital Millennium Copyright Act gefährdet sein könnte. Der Codeberg e.V. hat ca. 800 Mitglieder.
Die Entwicklung von Forgejo erfolgt unter der Verwaltung des Vereins Codeberg e.V. Der Verein kümmert sich des Weiteren um die Verwaltung der Domainnamen und Markenrechten.

## Geschichte
Mit dem Erwerb von GitHub durch Microsoft im Jahre 2018 spalteten die Entwickler Holger Wächtler, Thomas Boerger und David Schneiderbauer die Software Gitea mit einem Projekt namens TeaHub ab. Codeberg e.V. wurde im Januar 2019 mit 25 Mitgliedern gegründet und begann zunächst mit der Veröffentlichung monatlicher Newsletter über den Stand des Hauptprojekts Codeberg.org. Nach einem Monat hostete Codeberg.org bereits 333 Repositorien mit 379 Benutzern.
Im Dezember 2022 wechselte Codeberg.org von Gitea zu Forgejo.

## Öffentliche Wahrnehmung

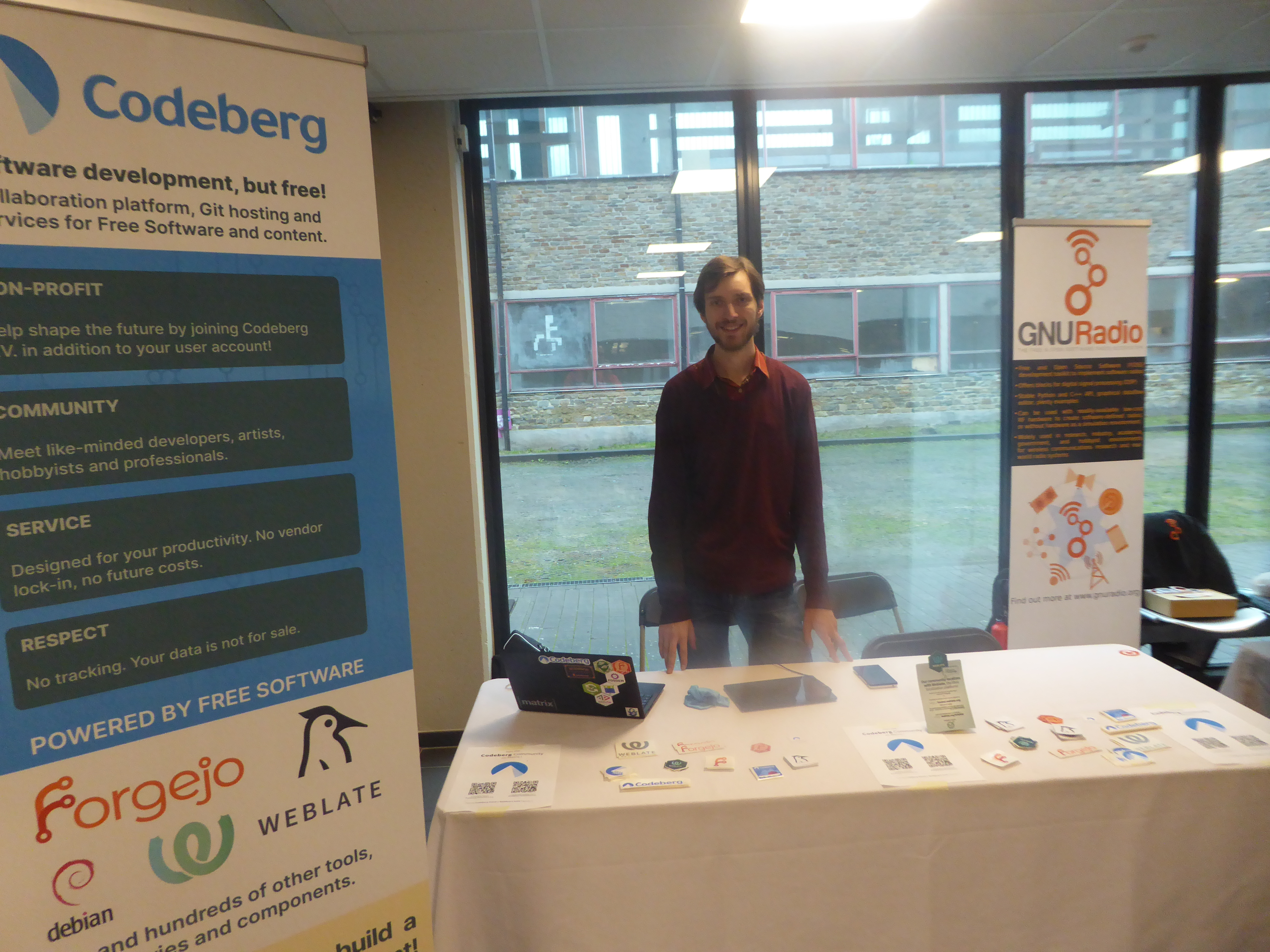
Stand auf der FOSDEM 2024

Im Jahre 2020 schrieb Ade Malsasa Akbar in einem Artikel für ubuntubuzz.com, dass wohl alle in der FLOSS-Community an Codeberg interessiert sein dürften, insbesondere diejenigen, die auf der Suche nach einer GitHub-Alternative seien.
Im Juni 2022 propagierte die Give-Up-Github-Kampagne der Software Freedom Conservancy (als Reaktion auf eine Urheberrechtskontroverse um GitHub Copilot) Codeberg als eine Alternative zu GitHub. Dies steigerte den Bekanntheitsgrad von Codeberg in der Open-Source-Community und etliche größere Open-Source-Projekte migrierten zu Codeberg.